# Bierpul

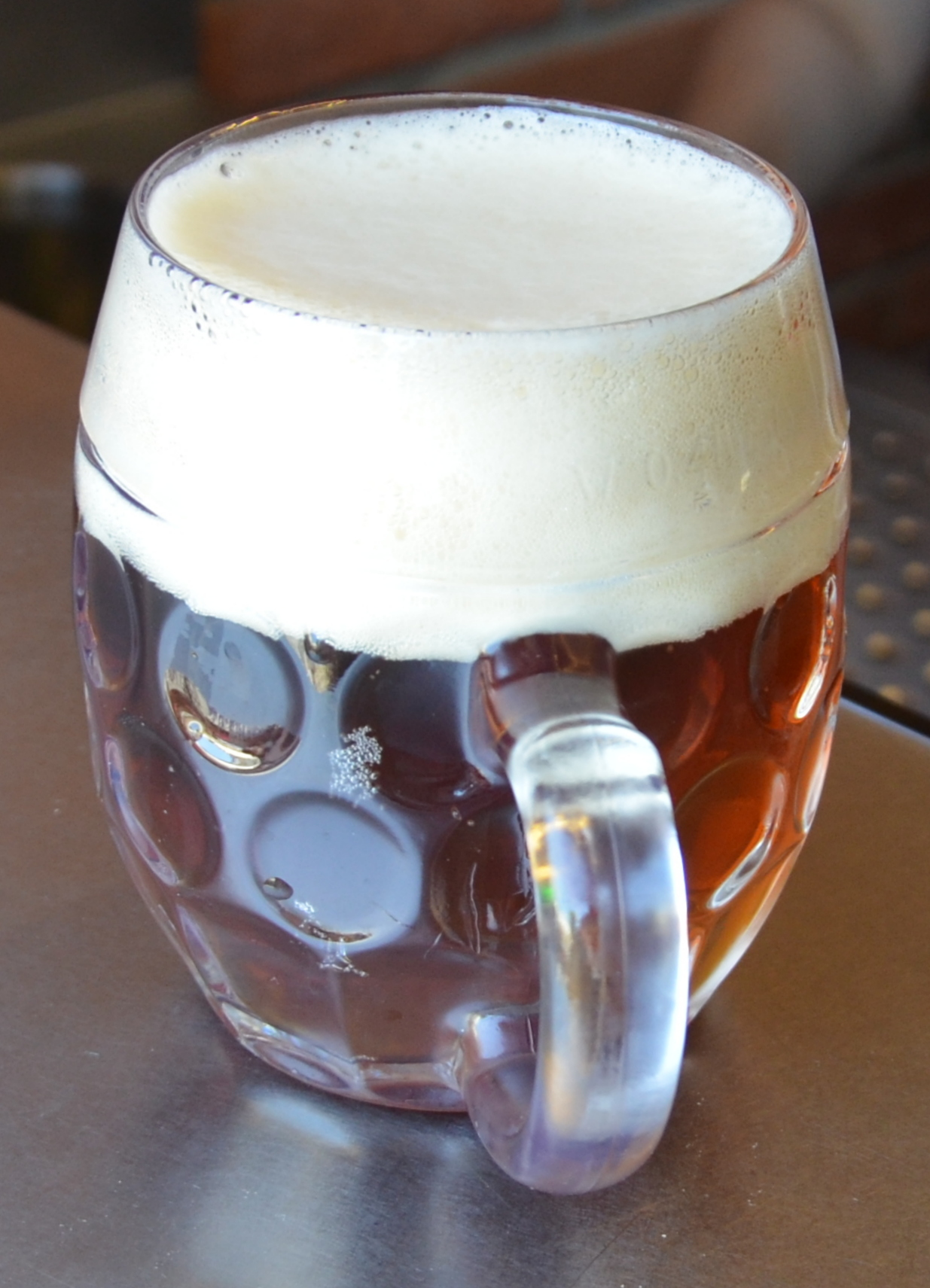
Tonvormige bierpul met ronde kuiltjes.

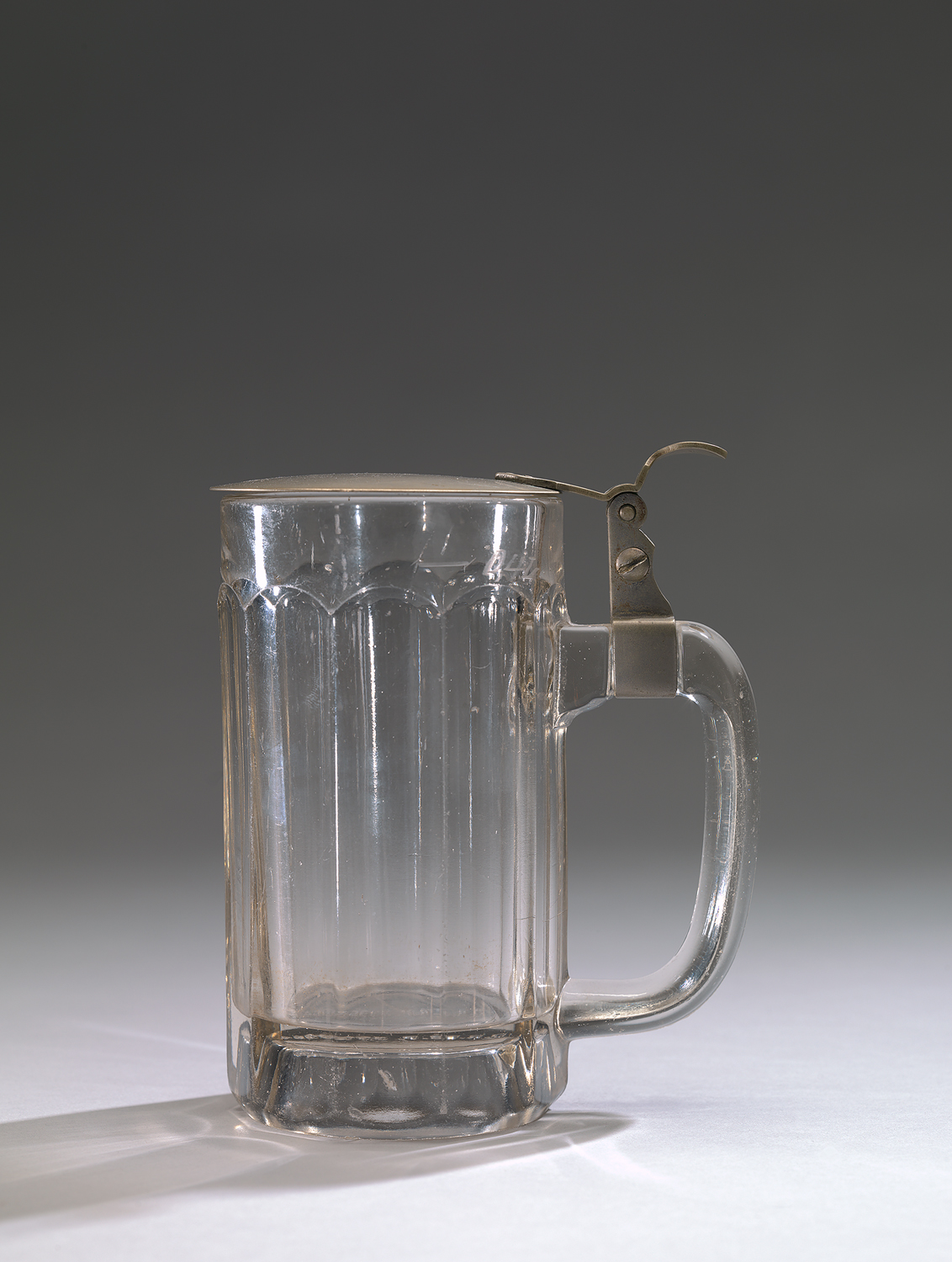
Bierpul met tinnen deksel van het Amsterdamse bierhuis De Kuil, circa 1890 (collectie Amsterdam Museum).

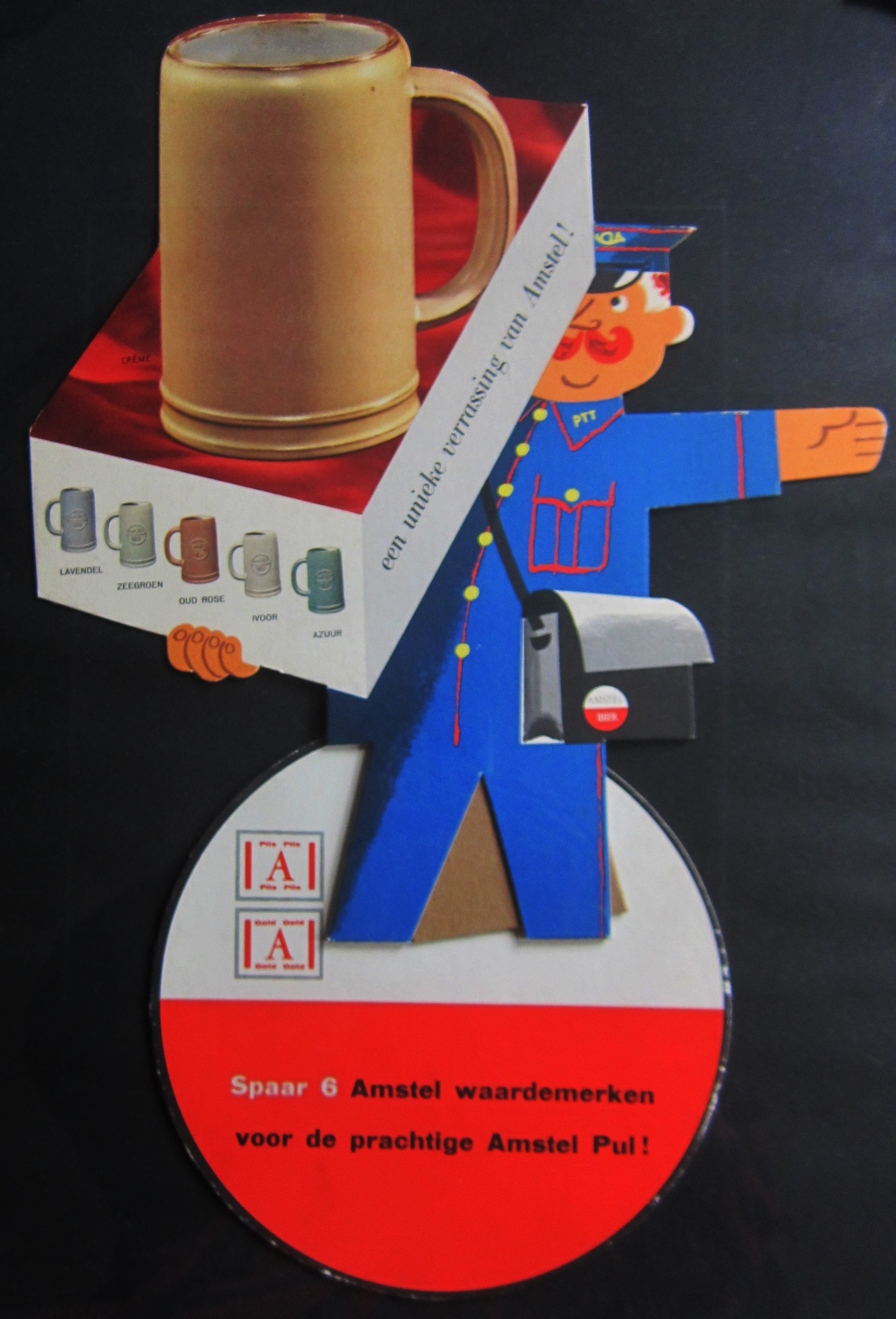
Kartonnen reclamestandaard voor Amstel bierpullen, 1958.

Een bierpul, in Vlaanderen ook wel bierpot genaamd, is een doorgaans dikwandig bierglas met een handvat en een stevige bodem. De vormvariatie is enorm. Er zijn rechtwandige en tonvormige bierpullen, bierpullen die naar boven enigszins taps toelopen en bierpullen die naar boven juist enigszins uitwaaieren zoals een vaas. Daarnaast komen allerlei wanddecoraties voor, vaak in de vorm van cannelures of kuiltjes ('dimples') in het glas. Er bestaan bierpullen in velerlei inhoudsmaten, hoewel de meeste bierpullen tamelijk groot zijn. Juist vanwege die grote inhoud, en het daarmee corresponderende gewicht, zijn bierpullen voorzien van een handvat.
Een bierfles met een inhoud van 45 à 50 cl wordt in Nederland pulfles genoemd, een naam die verwijst naar bierpul en daarmee aangeeft dat deze bierfles, net als het gelijknamige bierglas, een grotere inhoud dan normaal heeft.
Bij veel bierfeesten, zoals het Oktoberfest in München, is het gebruikelijk dat het bier in pullen geserveerd wordt. Deze pullen hebben een inhoud van 1 liter en worden Maß genoemd. Er bestaan ook exceptioneel grote bierpullen met een inhoud van groter dan 1 liter. Vaak betreft dit bierpullen die vervaardigd zijn ten behoeve van een speciale gelegenheid of ten behoeve van drinkspelletjes.

## Bierpullen met deksels
Veel cafés maakten eind negentiende en begin twintigste eeuw gebruik van glazen bierpullen die waren voorzien van tinnen deksels. In dat deksel was meestal de naam van het café (het eigendomsmerk) gegraveerd. Vaak waren de deksels ook voorzien van een nummer. Dat nummer diende zowel kastelein als klant: de kastelein kon administreren hoe vaak hij een bepaald nummer had bijgevuld en de klant kon op een vol dienblad moeiteloos zijn eigen bierpul terugvinden. Ook in veel studenten- en herensociëteiten werden bierpullen met deksels gebruikt. Elk lid van zo'n sociëteit had zijn eigen bierpul met een deksel waarin zijn naam gegraveerd stond.

## Niet-glazen bierpullen
Er bestaan ook bierpullen die gemaakt zijn van hout, tin, aardewerk en steengoed. Houten en tinnen bierpullen dateren vooral uit ambachtelijke, pre-industriële tijden. De meeste bierpullen van aardewerk (plateel en faience) zijn vooral als sierobject bedoeld. Wat duurzaamheid, gebruiksgemak en robuustheid betreft vormt alleen de stenen bierpul een serieuze bedreiging van de glazen bierpul.
Bierbrouwerij Amstel boekte in 1958-1959 groot succes met een spaaractie waarbij consumenten pastelkleurige bierpullen konden verzamelen. Bij het klinken met deze aardewerk bierpullen beschadigden ze nogal eens, zodat de meesten slechts als sierobject zijn gebruikt. Er zijn in twee jaar meer dan 1 miljoen van deze bierpullen in Nederland verspreid.
Bierbrouwerij Bavaria, één van de oudste familiebedrijven van Nederland, heeft sinds 1974 de gewoonte om familieleden die 25 jaar aan de brouwerij verbonden zijn, te eren met een speciale stenen bierpul die in beperkte oplage wordt verspreid. 
Een televisieshow uit 1966 van komiek Tom Manders (Dorus) bevat een beroemd geworden sketch waarin stenen bierpullen een belangrijk attribuut zijn.